# Стадіон Евжена Рошицького
Стадіон Евжена Рошицького (чеськ. Stadion Evžena Rošického) — багатоцільовий спортивний стадіон, розташований в Празі, в кварталі Страгов. На ньому проводився чемпіонат Європи з легкої атлетики 1978 року, також до 2002 року тут проводилися меморіали Евжена Рошицького і Йожефа Одложила.
Стадіон також приймає футбольні матчі, на ньому тут найчастіше проводяться фінальні ігри Кубка Чехії. Як мінімум дев'ять команд проводили на ньому свої домашні матчі, в їх числі празькі «Славія», «Спарта», «Богеміанс 1905», «Кладно» та інші.
Названий на честь Евжена Рошицького, легкоатлета та антифашистського діяча. Вміщує 19 032 людини.